# Косколь (Узункольский район)
Косколь (каз. Қоскөл) — упразднённое село в Узункольском районе Костанайской области Казахстана. Входило в состав Киевского сельского округа. В 2017 году было включено в состав села Миролюбовки. Код КАТО — 396639400.
К западу от села расположено озеро Большой Косколь, в 1 км к юго-востоку Малый Косколь.

## Население
В 1999 году население села составляло 276 человек (151 мужчина и 125 женщин). По данным переписи 2009 года в селе проживало 105 человек (57 мужчин и 48 женщин).